# Луций Корнелий Лентул (претор)
Вижте пояснителната страница за други личности с името Луций Корнелий Лентул.
Луций Корнелий Лентул (на латински: Lucius Cornelius Lentulus) е сенатор, политик и военен на Римската република.
Произлиза от клон Лентули на фамилията Корнелии. Син е на посланика Сервий Корнелий Лентул (претор 169 пр.н.е. в Сицилия) и внук на Сервий Корнелий Лентул (едил 207 пр.н.е.).
Луций Лентул донася съобщението за победата на римляните в Битката при Пидна (168 пр.н.е.) над македоните на цар Персей. През 140 пр.н.е. той е претор.